# 鉛中毒予防規則
鉛中毒予防規則（なまりちゅうどくよぼうきそく、昭和47年9月30日労働省令第37号）は、鉛の安全基準を定めた厚生労働省令である。
労働安全衛生法に基づき定められたものである。
本規則は次のような構成になっている。
- 第1章 総則（第1条―第4条）
- 第2章 設備（第5条―第23条）
- 第3章 換気装置の構造、性能等（第24条―第32条）
- 第4章 管理 
  - 第1節 鉛作業主任者等（第33条―第38条）
  - 第2節 業務の管理（第39条―第42条）
  - 第3節 貯蔵等（第43条・第44条）
  - 第4節 清潔の保持等（第45条―第51条）
- 第5章 測定（第52条―第52条の4）
- 第6章 健康管理（第53条―第57条）
- 第7章 保護具等（第58条・第59条）
- 第8章 鉛作業主任者技能講習（第60条）
- 附則